# ترنت اولتجن
ترنت اولتجن (انگلیسی: Trent Oeltjen؛ زادهٔ ۲۸ فوریهٔ ۱۹۸۳) بازیکن بیس‌بال اهل استرالیا است.
وی در مسابقات کشوری و بین‌المللی در مجموع برندهٔ ۱ مدال نقره، ۱ مدال برنز شده‌است.